# Davis Carpenter
Davis Carpenter (* 25. Dezember 1799 in Walpole, Cheshire County, New Hampshire; † 22. Oktober 1878 in Brockport, New York) war ein US-amerikanischer Politiker. Zwischen 1853 und 1855 vertrat er den Bundesstaat New York im US-Repräsentantenhaus.

## Werdegang
Im Jahr 1824 absolvierte Davis Carpenter das Middlebury College in Vermont. Er studierte zunächst Medizin. Nach einem Jurastudium und seiner Zulassung als Rechtsanwalt begann er in Brockport in diesem Beruf zu arbeiten. Später schlug er als Mitglied der Whig Party eine politische Laufbahn ein.
Nach dem Rücktritt des Abgeordneten Azariah Boody wurde Carpenter bei der fälligen Nachwahl für den 29. Sitz von New York als dessen Nachfolger in das US-Repräsentantenhaus in Washington, D.C. gewählt, wo er am 8. November 1853 sein neues Mandat antrat. Da er im Jahr 1854 nicht bestätigt wurde, konnte er bis zum 3. März 1855 nur die laufende Legislaturperiode im Kongress beenden. Diese Zeit war von den Ereignissen im Vorfeld des Bürgerkrieges geprägt.
Nach dem Ende seiner Zeit im US-Repräsentantenhaus praktizierte Davis Carpenter als Arzt in Brockport, wo er am 22. Oktober 1878 auch verstarb.